# トングェ族
トングェ族（－ぞく）は、東部アフリカのタンザニア、タンガニーカ湖東南部に住む人々である。

## 居住地
タンザニアのタンガニーカ湖東岸にあるキゴマの南部およそ20000km2にわたって住んでいる。あたりはアフリカでも珍しいほど人口密度の低いところで、10km2あたり7人ほどしか住んでいない。
海抜およそ770m（タンガニーカ湖の湖面は768m）から2000mまでの高地ゆえに、冷涼な土地柄となっている。主にマメ科の広葉落木「ミオンボ（スワヒリ語）」が生えている。高さは高くても20m、木の間隔は3～5m程度で、森ほどの量ではない。
この地の年間降雨量は750mmから1000mm程度である。平均気温は23度で、これは1年を通じてほとんど変化がない。雨期と乾期に分かれており、雨期ではスコールのような雨が降る。
熱帯多雨林から離れて湿潤サバンナになると、焼畑による整地方法はより集約的になり、作物の植え付けも単作的になる傾向が認められる。トングェ族の場合、トウモロコシ、インゲンマメ、カボチャなどを混植して1～2年利用する焼畑と、キャッサバとサツマイモを畝に混植して5～10年利用する畑に区分している。

## 生活
だいたい5～10家族ぐらいで、ひとつの集落を作って暮らしている。人間の数が少ないので、隣の集落まで徒歩で丸1日かかることも珍しくない。
家は木を柱に使い、屋根は草葺きである。1軒の家に1家族ずつ暮らしているが、親戚どうしで集落を構成しているので、大人は仕事で助け合い、子供たちは一緒に遊ぶ。
畑仕事は女性の仕事であり、男性は動物を捕まえたり、ハチミツをとったりする。男性は皆自分の鉄砲（先込め銃）を持っているが、どれも手作りで、材料はキゴマで仕入れてきた自動車のパイプや部品をつかって上手に造る。ただし、効率がよくないこともあって、罠を併用して獲物をとる。動物がなかなかとれないとき、人々は精霊や先祖霊に力添えを頼む。
食物消費に関して、トングェ族は平均化する傾向がある。個々人の生産量に余裕がないにもかかわらず、全食物消費量の約40%が訪問者に提供されるというように、食物は常に各集落間を流動して平均化するということが指摘され、このことが貧弱な生産環境の中で低人口密度の社会を維持するための一つの適応様式であるとみなされている。
家にある道具で金属製のものはクワやオノ、それに鍋やバケツぐらいしかなく、生活用具のほとんどは自然のもので間に合わせている。